# Champlemy
Champlemy è un comune francese di 344 abitanti situato nel dipartimento della Nièvre nella regione della Borgogna-Franca Contea.
Nel territorio comunale ha origine la Nièvre de Champlemy (o Grande Nièvre), che a Guérigny si unisce alla Nièvre d'Arzembouy per formare la Nièvre, affluente di destra della Loira.

## Società

### Evoluzione demografica
Abitanti censiti